# Міхеєшть (Сучава)
Міхеєшть, Міхеєшті (рум. Mihăiești) — село у повіті Сучава в Румунії. Входить до складу комуни Хороднічень.
Село розташоване на відстані 342 км на північ від Бухареста, 15 км на південь від Сучави, 110 км на захід від Ясс.

## Населення
За даними перепису населення 2002 року у селі проживали 969 осіб, усі — румуни. Усі жителі села рідною мовою назвали румунську.